# کتایون ریاحی
کتایون ریاحی (زادهٔ ۱۰ دی ۱۳۴۰) بازیگر سابق و نویسندهٔ ایرانی است. او در ۱۳۸۰ برای بازی در شام آخر مورد تحسین منتقدان قرار گرفت و در ۱۳۸۷ زلیخا را در مجموعهٔ تلویزیونی یوسف پیامبر به تصویر کشید.

## زندگی و حرفه
کتایون ریاحی در ۱۰ دی ۱۳۴۰ در تهران به دنیا آمد. او دارای یک فرزند به نام پوریا است که موسیقی‌دان و دارای تحصیلات آکادمیک در زمینه موسیقی است. برادر او علیرضا ریاحی از دیگر بازیگران سینما در ایران است.
ریاحی با نویسندگی برای کودکان آغاز و با فیلم خبرچین به سینما آمد. اما فیلم در نیمه راه متوقف شد و او برای بازی در فیلم پاییزان انتخاب شد.
در آن زمان در سینما چندان موفق نبود اما با بازی در مجموعه پدرسالار توانست خود را مطرح کند و حضور او در مجموعه‌های روزهای زندگی و به‌ویژه مجموعهٔ تلویزیونی پس از باران از او چهره‌ای شناخته‌شده ساخت. بازی ریاحی در مجموعه‌های پس از باران و شب دهم نیز چشمگیر بود. او پس از پنج سال دوری از سینما با بازی در شام آخر مهم‌ترین بازی دوران بازیگری خود را به معرض نمایش گذاشت و برای بازی در همین فیلم نامزد جایزهٔ بهترین بازی نقش اول زن از بیستمین جشنواره فیلم فجر شد. این زن حرف نمی‌زند دیگر فیلمی بود که ریاحی در آن ایفای نقش کرد. او برای بازی در این فیلم هم نامزد جایزهٔ از هفتمین جشن خانه سینما شد.
آخرین بازی او در سریال یوسف پیامبر در نقش زلیخا بود. ریاحی در خرداد ۱۳۸۸ طی یادداشتی به سایت سیمافیلم، کناره‌گیری خود از دنیای بازیگری را اعلام کرد. فرج‌الله سلحشور کارگردان یوسف پیامبر در گفتگویی در این مورد گفت که او گفته: «دیگر نمی‌توانم فضاهای موجود سینما را تحمل کنم و از حرفه بازیگری کناره‌گیری کرد. چون در فیلم یوسف پیامبر مسائل معنوی، آرامش، احترام، حیا و حجاب مطرح بود و وی نمی‌توانست صحنه‌های دیگر را تحمل کند، گفت: دیگر نمی‌خواهم کار کنم و می‌خواهم شیرینی سریال یوسف پیامبر در ذائقه من بماند.»
در فروردین ۱۳۹۲ تصاویری از کنسرت ابی در لس‌آنجلس منتشر شد که نشان دهنده حضور بدون حجاب زنی در کنار ابی بود که شباهت زیادی با ریاحی داشت. انتشار این تصاویر با حاشیه‌هایی از سوی سایت‌های خبری، معاون اجتماعی پلیس و فرج‌الله سلحشور همراه بود. سلحشور پیش از تکذیب یا تأیید ریاحی، در مصاحبه با رسانه‌ها گفت: «این اتفاق مطلب ما را تأیید می‌کند که در شرایط فعلی و با این جریان، عوامل سینمای ما نمی‌توانند درست رفتار کنند و این سینماست که معمولاً سینماگرانش را در آلودگی و فساد خودش غرق می‌کند. حال فرقی ندارد که آن بازیگر «یوسف» باشد یا فرد دیگری». معاون اجتماعی نیروی انتظامی از برخورد با مسئله پوشش بازیگران سینما در خارج از کشور از طریق اینترپل گفت. در واکنش به این بحث‌ها ریاحی انتساب این عکس‌ها به خود را تکذیب کرد و گفت «متأسفم از اینکه در جامعه مترقی ایران، برخی از مردم از روی بی‌خبری و بی‌اطلاعی در صدد تخریب چهره‌های شناخته شده هستند». همچنین برخی رسانه‌ها مدعی شدند که این تصاویر متعلق به مهشید برومند، همسر دوم ابی است. ریاحی در ۱۵ تیر ۱۳۹۵، با حضور مهمان برنامه خندوانه به تلویزیون برگشت.
ریاحی یکی از نخستین بازیگرانی بود که در شهریور ۱۴۰۱ در حمایت از مهسا امینی، دختر کشته‌شده توسط گشت ارشاد، کشف حجاب کرد. او در جواب به محمدمهدی اسماعیلی، وزیر ارشاد، که گفته بود کسانی که «حجابشان را برداشته‌اند به فکر فعالیت دیگری باشند»، گفت «پیشنهاد می‌کنم شما فکر یه کار آبرومند برای خودت باش.» مأموران امنیتی قصد داشتند او را بازداشت کنند اما با ورود به خانه‌اش، ریاحی گریخته بود. برخی از وسایل شخصی او مانند لپ تاپش توسط مأموران ضبط شد. پس از آن خبری از ریاحی نبود و مدیر پیج اینستاگرام او گفت که جانش در خطر است. او در ۲۹ آبان در قزوین بازداشت شد. ریاحی در آذر ۱۴۰۱ با قرار وثیقه آزاد شد.

## کتاب‌ها
ریاحی طی سال ۱۳۹۳، دو کتاب منتشر کرد. اولی با عنوان یک پنجره برای من با طرح جلدی از عباس کیارستمی و شامل هشت نمایش‌نامه است. به علاوه، در مقدمه این کتاب، بخش‌های مختلف زندگی ریاحی شرح داده شده است. کتاب دوم او نیز یک داستان کودکانه باعنوان ماهی قرمز کوچولو است.

## کارنامهٔ هنری

### سینمایی
| سال  | عنوان               | کارگردان                      |
| ---- | ------------------- | ----------------------------- |
| ۱۳۸۷ | دعوت                | ابراهیم حاتمی‌کیا              |
| ۱۳۸۷ | شیرین               | عباس کیارستمی                 |
| ۱۳۸۲ | تارا و تب توت فرنگی | سعید سهیلی                    |
| ۱۳۸۱ | این زن حرف نمی‌زند   | احمد امینی                    |
| ۱۳۸۱ | بانوی من            | یدالله صمدی                   |
| ۱۳۸۱ | جایی دیگر           | مهدی کرم‌پور                   |
| ۱۳۸۰ | شام آخر             | فریدون جیرانی                 |
| ۱۳۷۵ | لاک‌پشت              | علی شاه‌حاتمی                  |
| ۱۳۷۴ | ماه مهربان          | قاسم جعفری                    |
| ۱۳۷۱ | قافله               | مجید جوانمرد                  |
| ۱۳۷۱ | تماس شیطانی         | حسن قلی‌زاده                   |
| ۱۳۶۹ | حکایت آن مرد خوشبخت | رضا حیدرنژاد                  |
| ۱۳۶۹ | آپارتمان شماره ۱۳   | یدالله صمدی                   |
| ۱۳۶۷ | کشتی آنجلیکا        | محمدرضا بزرگ نیا              |
| ۱۳۶۷ | آخرین لحظه          | فرخ انصاری بصیر               |
| ۱۳۶۶ | غریبه               | رحمان رضایی (کارگردان)        |
| ۱۳۶۶ | خبرچین              | نصرت‌الله زمردیان، مازیار پرتو |
| ۱۳۶۶ | پاییزان             | رسول صدرعاملی                 |

### مجموعه تلویزیونی
| سال       | مجموعه              | نقش          | کارگردان        | پخش                     |
| --------- | ------------------- | ------------ | --------------- | ----------------------- |
| ۱۳۸۷–۱۳۸۳ | یوسف پیامبر         | زلیخا        | فرج‌الله سلحشور  | شبکه ۱                  |
| ۱۳۸۴      | مرده متحرک          |              | رضا کریمی       | شبکه ۱/پخش در ماه رمضان |
| ۱۳۸۱      | عروج                |              | سیروس مقدم      | شبکه ۳                  |
| ۱۳۸۰      | شب دهم              | فخرالزمان    | حسن فتحی        | شبکه ۱                  |
| ۱۳۸۱–۱۳۷۸ | روشن‌تر از خاموشی    | سارا بانو    | حسن فتحی        | شبکه ۱                  |
| ۱۳۷۹–۱۳۷۸ | پس از باران         | خانم بس      | سعید سلطانی     | شبکه ۳                  |
| ۱۳۷۸–۱۳۷۷ | روزهای زندگی        | فاطمه        | سیروس مقدم      | شبکه ۳                  |
| ۱۳۷۷–۱۳۷۶ | خبرنگار خارجی       |              | محمدحسین لطیفی  | شبکه ۳                  |
| ۱۳۷۷–۱۳۷۶ | فردا دیر است        | بازیگر مهمان | حسن فتحی        | شبکه ۳                  |
| ۱۳۷۷–۱۳۷۶ | شرکت                |              | عبدالله باکیده  | شبکه ۳                  |
| ۱۳۷۶      | بازگشت پرستوها      |              | ابوالقاسم طالبی | شبکه ۲                  |
| ۱۳۷۵      | صدای صنوبر          |              | شاپور قریب      | شبکه ۲۷ قسمت            |
| ۱۳۷۴      | پهلوانان نمی‌میرند   | فاطمه        | حسن فتحی        | شبکه ۲                  |
| ۱۳۷۴      | شیخ مفید(خورشید شب) |              | فریبرز صالح     | شبکه ۲                  |
| ۱۳۷۳      | عاطفه               |              | حسن فتحی        | شبکه ۲                  |
| ۱۳۷۲      | پدرسالار            | زهرا         | اکبر خواجویی    | شبکه ۲                  |
| ۱۳۷۲      | همسایه‌ها            |              | حسن فتحی        | شبکه ۱/پخش در ماه رمضان |
| ۱۳۷۱      | دردسر               |              | مجید ماهیچی     | شبکه ۲                  |
| ۱۳۶۹      | هفت شهر عشق         |              | محمدعلی نجفی    | شبکه ۱                  |
| ۱۳۶۴      | سایهٔ همسایه         | مریم         | اسماعیل خلج     | شبکه ۲                  |

## جوایز
- افتخارات کسب شده برای فیلم‌های سینمایی:

| جایزه بهترین بازیگر زن از جشنواره بین‌المللی فیلم قاهره برای فیلم شام آخر سال ۱۳۸۱                                    |
| کاندیدای سیمرغ بلورین بهترین بازیگر نقش اول زن (شام آخر) - دوره ۲۰ جشنواره فیلم فجر (مسابقه سینمای ایران) - سال ۱۳۸۰ |
| کاندیدای تندیس زرین بهترین بازیگر نقش اول زن (این زن حرف نمی‌زند) - دوره ۷ جشن خانه سینما (مسابقه) - سال ۱۳۸۲         |
| کاندیدای تندیس زرین بهترین بازیگر نقش اول زن (شام آخر) - دوره ۶ جشن خانه سینما (مسابقه) - سال ۱۳۸۱                   |
| کاندیدای لوح زرین بهترین بازیگر زن (شام آخر) - دوره ۳ منتخب سایت ایران اکتور (بهترین‌های سال) - سال ۱۳۸۲              |
| کاندیدای لوح زرین بهترین بازیگر زن (این زن حرف نمی‌زند) - دوره ۴ منتخب سایت ایران اکتور (بهترین‌های سال) - سال ۱۳۸۳    |
| بازیگر نقش اول زن سال (این زن حرف نمی‌زند) - دوره ۱۸ منتخب نویسندگان و منتقدان (بهترین‌های سال) - سال ۱۳۸۲             |

| بازیگر برگزیده منتقدان و جشن سینمایی دنیای تصویر (جشن حافظ) ۱۳۹۰ (نقش اول زن سریال درام، یوسف پیامبر)   |
| بازیگر برگزیده منتقدان و جشن سینمایی دنیای تصویر (جشن حافظ) ۱۳۸۲ (بازیگر نقش اول زن، این زن حرف نمی‌زند) |
| بازیگر برگزیده منتقدان و جشن سینمایی دنیای تصویر (جشن حافظ) ۱۳۸۱ (نقش اول زن سریال درام، شب دهم)        |

افتخارات کسب شده برای مجموعه‌های تلویزیونی:
| بازیگر برگزیده جشنواره سیما برای مجموعه پس از باران  |
| بازیگر برگزیده جشنواره سیما برای مجموعه فردا دیر است |
| بازیگر برگزیده جشنواره سیما برای مجموعه روزهای زندگی |
| بازیگر برگزیده جشنواره سیما برای مجموعه شب دهم       |
| بازیگر برگزیده جشنواره سیما برای مجموعه یوسف پیامبر  |
| بهترین بازیگر مردمی برگزیده جشنواره سیما             |